# Мячин, Лев Семёнович
Лев Семёнович Мячин (27 мая 1939, Ушинка, Пензенская область — 15 апреля 2013, Волгоград) — советский и российский военачальник. Помощник начальника Генерального штаба Вооружённых сил Российской Федерации, генерал-лейтенант.

## Биография
Родился 27 мая 1939 года в Ушинке Пензенской области. В Вооружённых силах с 1959 года.
Окончил Ташкентское высшее общевойсковое командное училище им. Ленина, с отличием. Служил командиром горно-стрелкового взвода в Новороссийске. Проходил службу в Венгрии, в Дальневосточном военном округе старшим офицером связи корпуса, затем помощником начальника оперативного отдела штаба корпуса. Военную академию имени М. В. Фрунзе окончил с отличием.
Служил на Украине являлся командиром мотострелкового батальона, начальником штаба полка, командиром полка, начальником штаба дивизии, командиром дивизии. С 1984 по 1986 год служил в Афганистане в качестве военного советника командира 3-го армейского корпуса. 
С 1986 года — начальник штаба 34-го армейского корпуса (Волгоград). Затем вновь служба на Дальнем Востоке, с 1988 года — командировка в Эфиопию, старшим коллектива военных советников при 3-й революционной армии, служил в Афганистане — в качестве начальника штаба Аппарата Главного военного советника.
Дважды ранен.
С 2003 года в отставке. Отец двоих детей.

#### После службы
После окончания службы занимался ветеранским движением. Жил и работал в Волгограде. Руководитель группы инспекторов в Волгоградской области, председатель некоммерческого Фонда «Ветеран Волгоградской области», председатель Совета стариков станичного казачьего общества «Станица Пластунская», заместитель председателя движения «За казачий Дон».  С 2012 года ведущий инспектор группы инспекторов Объединённого стратегического командования Южного военного округа. 
Всю свою жизнь посвятил служению Родине. Опытный военачальник, он оказывал помощь в подготовке и проведении сборов и учений, принимал участие в проведении инспекторских проверок в воинских частях. Последние годы много внимания уделял работе с молодежью.
Умер 15 апреля 2013 года в Волгограде. Похоронен с воинскими почестями на Дзержинском (Моторном) кладбище Волгограда.

## Награды
- Орден Красного Знамени[2]
- Орден Красной Звезды
- Орден «За службу Родине в Вооружённых Силах СССР» 3-й степени
- Медаль «В ознаменование 100-летия со дня рождения Владимира Ильича Ленина» (6 апреля 1970[5])
- Юбилейная медаль «Двадцать лет Победы в Великой Отечественной войне 1941—1945 гг.»
- Юбилейная медаль «300 лет Российскому флоту»
- Медаль «Ветеран Вооружённых Сил СССР»
- Медаль «За укрепление боевого содружества»
- Юбилейная медаль «50 лет Вооружённых Сил СССР»
- Юбилейная медаль «60 лет Вооружённых Сил СССР»[6]
- Юбилейная медаль «70 лет Вооружённых Сил СССР»[7]
- Медаль «За безупречную службу» I степени
- Медаль «За безупречную службу» II степени
- Медаль «За безупречную службу» III степени
- Медаль «За ратную доблесть» и др.
- Нагрудный знак «Воину-интернационалисту»
- Медаль «Воину-интернационалисту от благодарного афганского народа»
- Ордена и медали Демократической Республики Афганистан и Республики Афганистан

## Память
- На могиле установлен надгробный памятник
- 05.06.1996 года Л. С. Мячину присвоено звание почётного гражданина города Нижний Ломов Пензенской области[8]
- Постановлением Волгоградского городского Совета народных депутатов от 16.03.1998 генерал-лейтенант запаса Л. С. Мячин награждён памятным знаком города-героя Волгограда «За верность воинскому долгу»[9]

## Комментарии
1. 1 2 3  Ныне — в Белинском районе.